# Alaska Airlines
Alaska Airlines ist eine US-amerikanische Fluggesellschaft mit Sitz in SeaTac bei Seattle.

## Geschichte

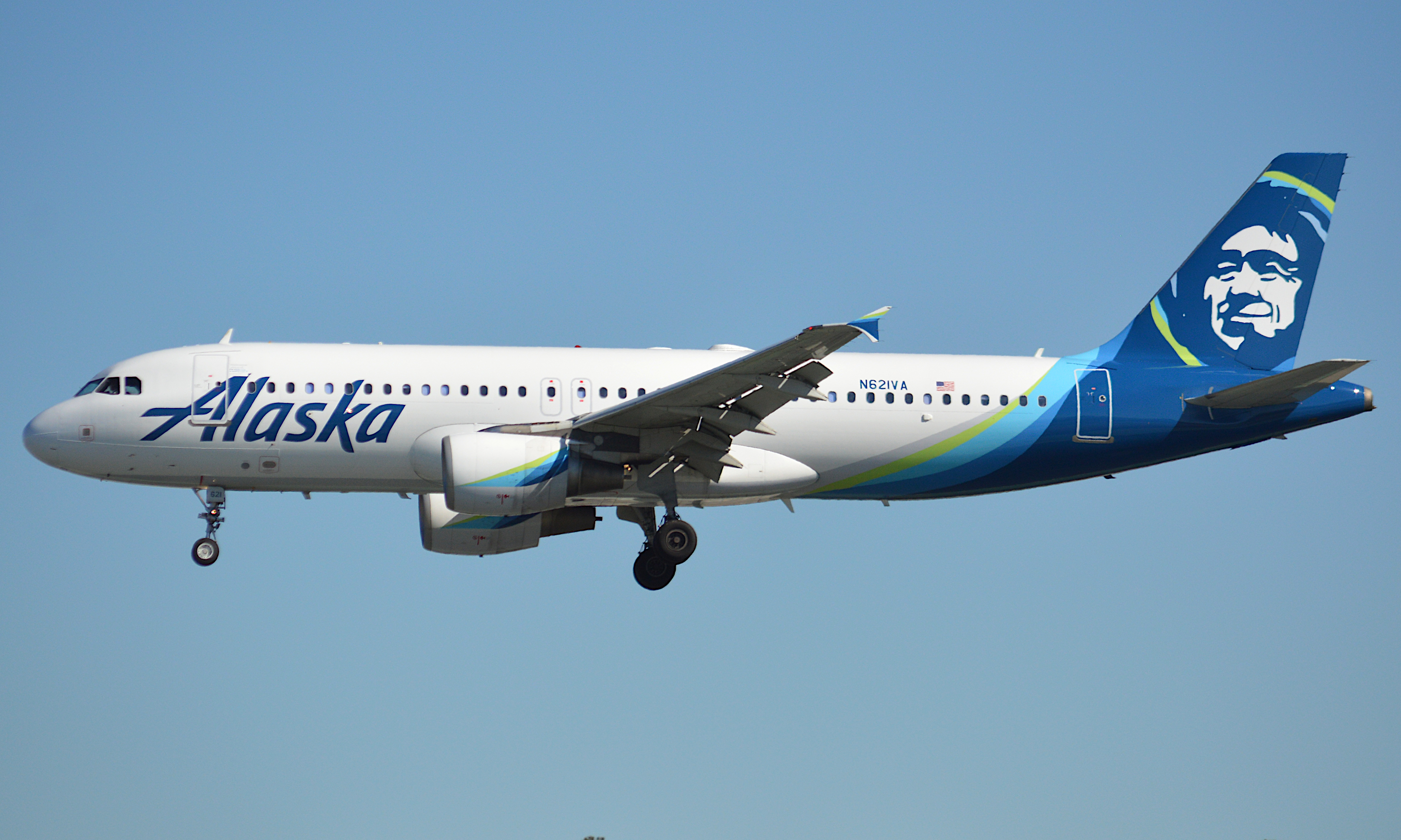
Airbus A320-200 der Alaska Airlines

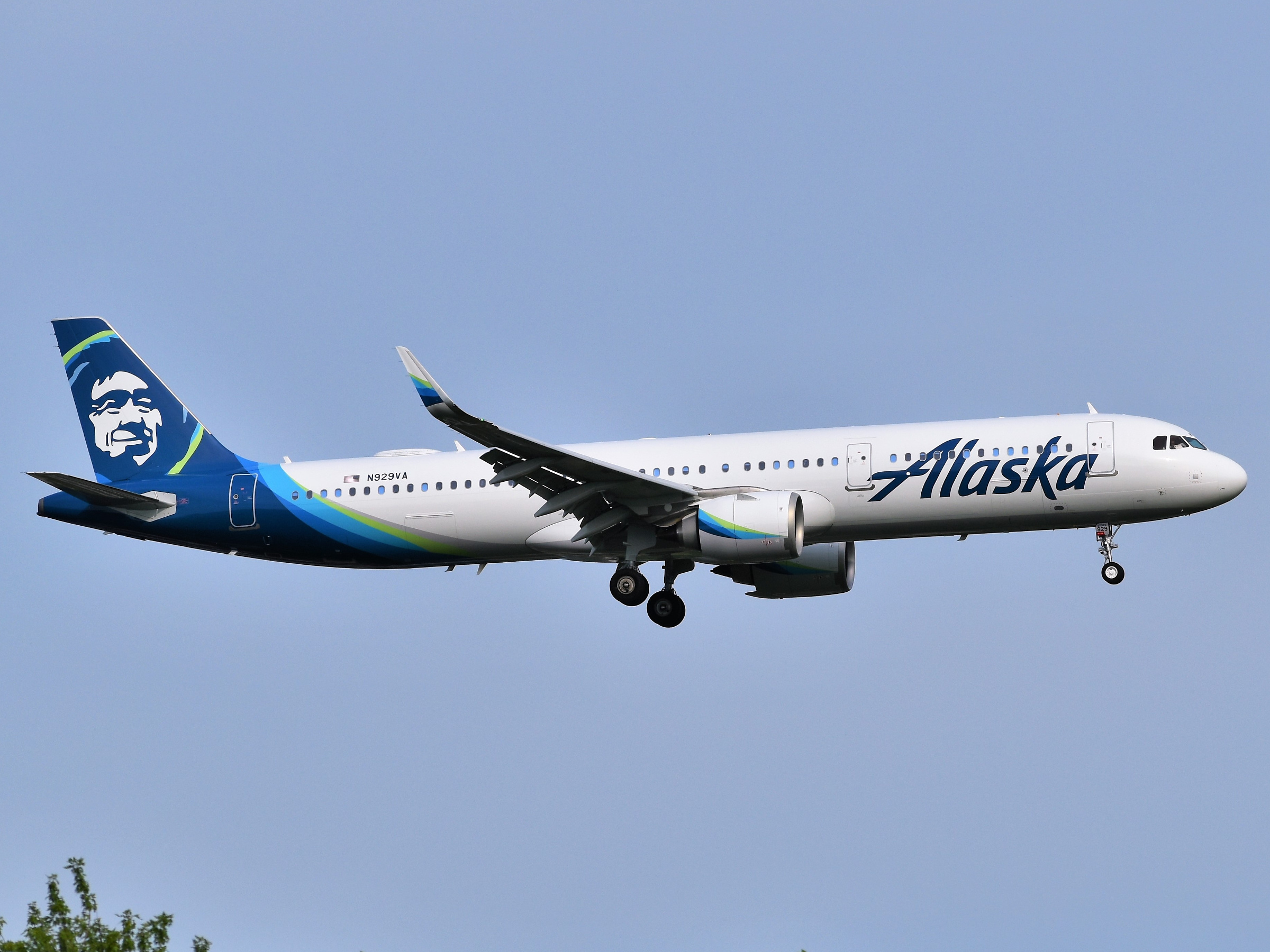
Airbus A321neo der Alaska Airlines

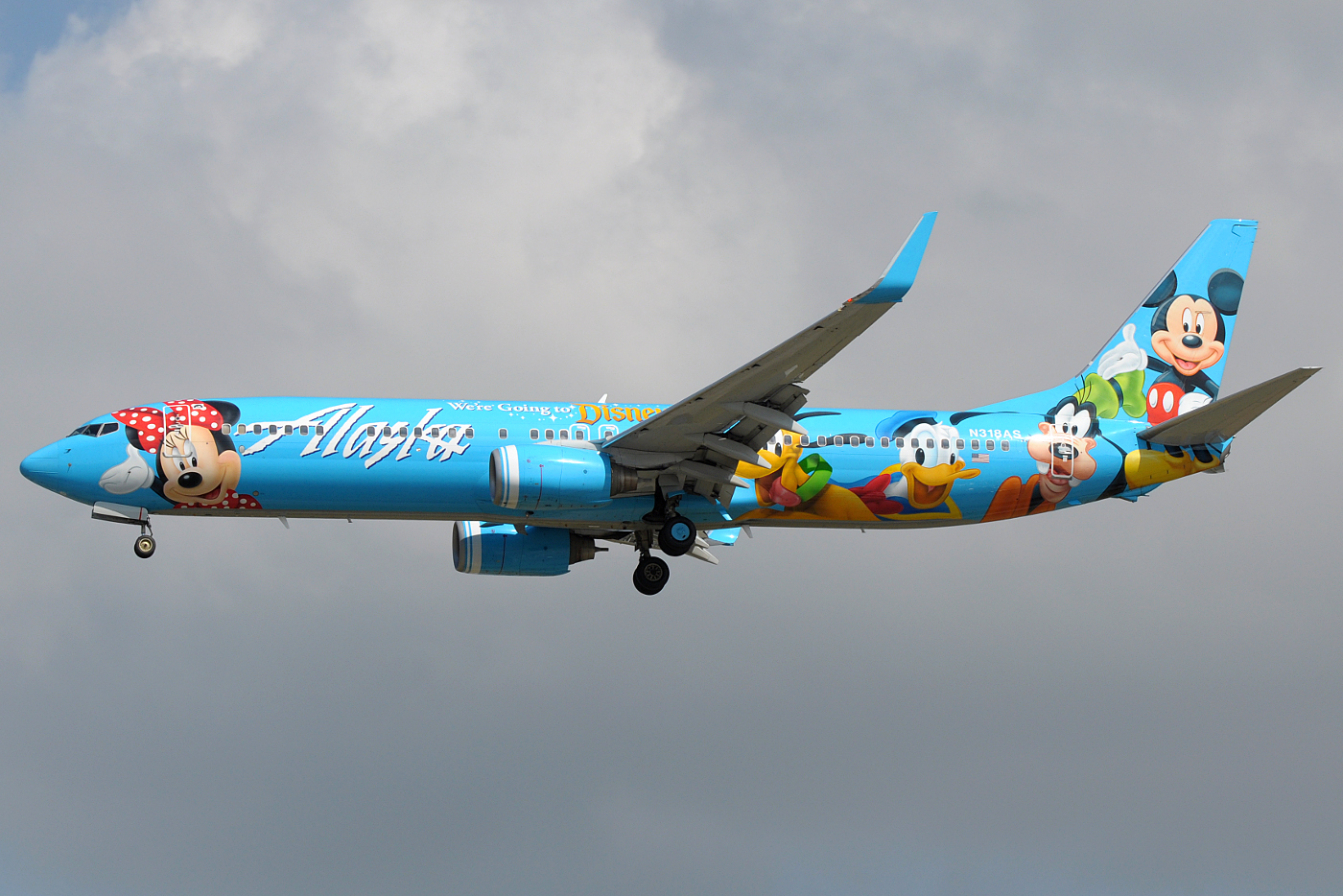
Eine Boeing 737-900 der Alaska Airlines in der Sonderbemalung Spirit of Disneyland II

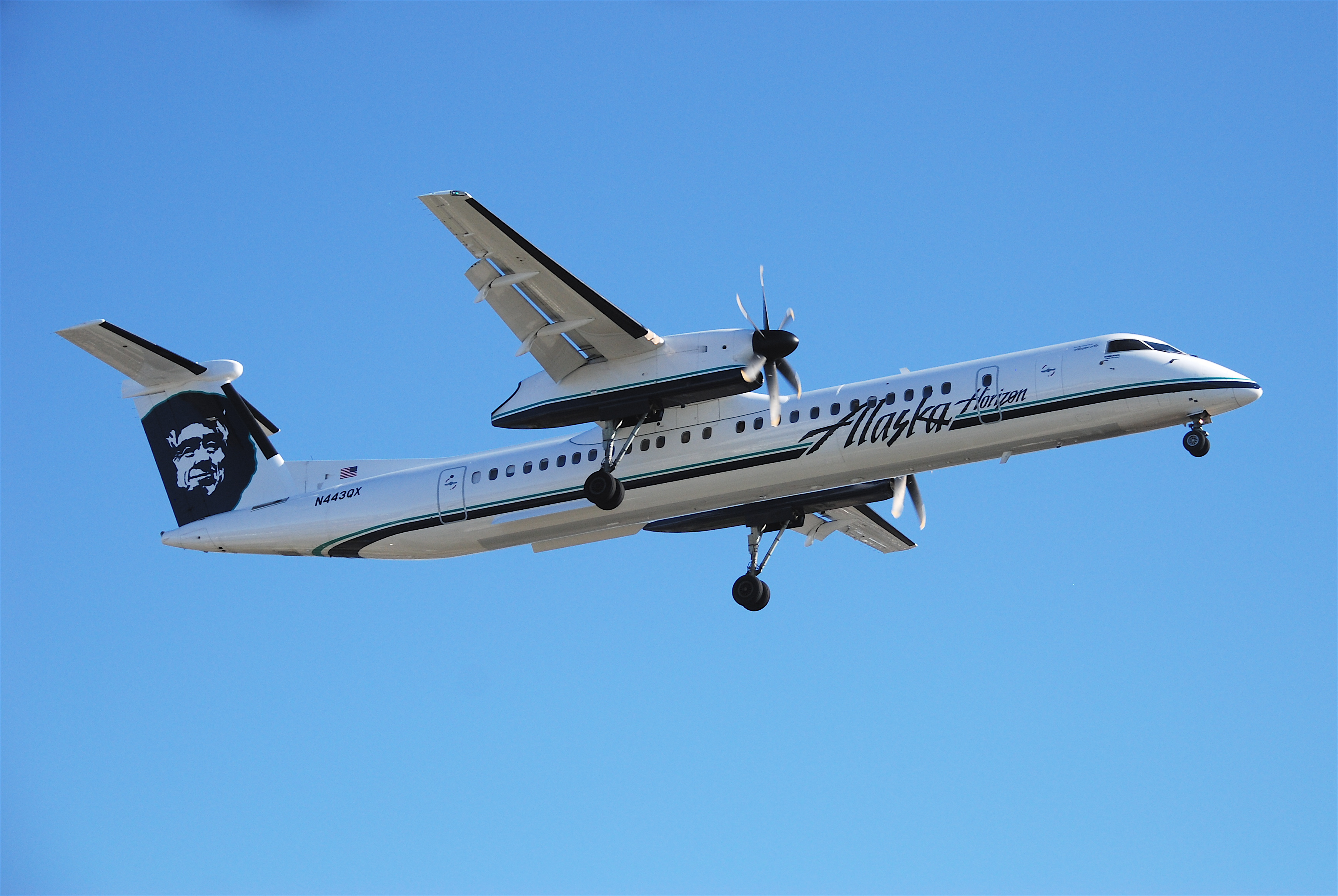
DHC-8-400 der Alaska Airlines

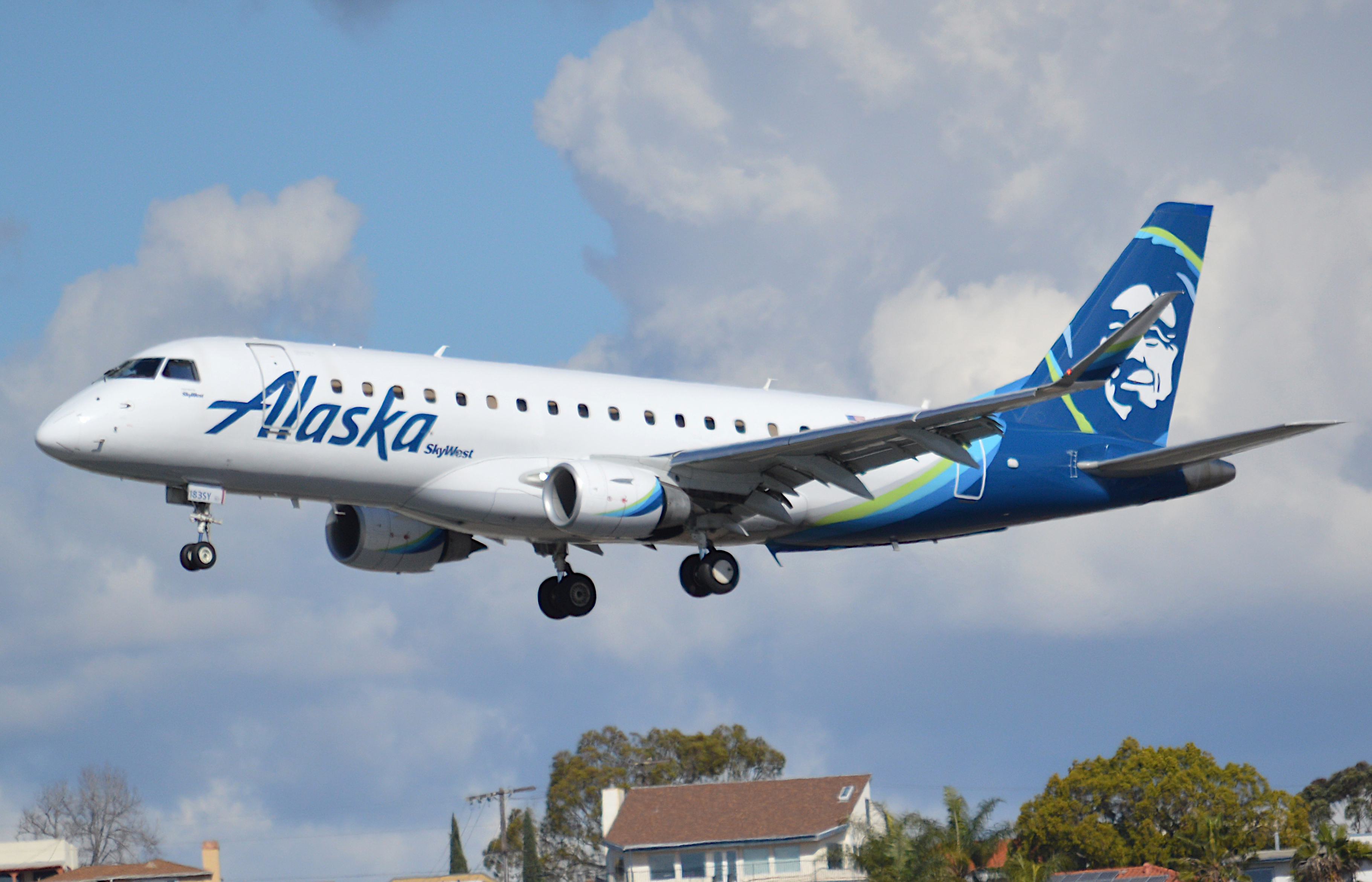
Embraer 175 der Alaska Airlines, betrieben durch SkyWest

Ab dem Jahr 1932 nahm McGee Airways zunächst mit einer einmotorigen Maschine mit drei Sitzplätzen zwischen Anchorage und Bristol Bay den Verkehr auf. Durch Fusionen und Aufkäufe wurde die Firmierung mehrmals geändert und 1944 der Name Alaska Airlines angenommen. Zwischen Juni 1949 und September 1950 war die Fluggesellschaft maßgeblich an den zunächst geheim gehaltenen Transporten von etwa 49.000 jemenitischen Juden in den neuen Staat Israel beteiligt. Die Schwestergesellschaft und Regionalfluggesellschaft Horizon Air wurde nach dem Airline Deregulation Act von 1978 gegründet, um im Nordwesten der USA Lücken im Streckennetz großer Fluggesellschaften zu füllen. 1985 wurde die Alaska Air Group als Holding gegründet und ein Jahr darauf erwarb diese die Horizon Air und die Jet America Airlines.
Heute ist Alaska Airlines die sechstgrößte Fluggesellschaft der Vereinigten Staaten. Das Unternehmen adaptiert immer wieder neue Technologien; z. B. war Alaska Airlines eine der ersten Fluggesellschaften, die Flugscheine und das Check-in über das Internet anbot und Check-in-Automaten an ihren Flughäfen aufstellte.
Im September 2011 wurde Alaska Airlines durch die Federal Aviation Administration zu einer Strafzahlung von 590.000 US-Dollar verurteilt, nachdem es bei der Wartung einer Boeing 737-400 zu Regelverletzungen gekommen war, in deren Folge einige Jahre später ein Feuer an Bord ausbrach.
Außerdem musste die Gesellschaft wegen fahrlässigen Verhaltens aufgrund mangelnder Wartungsarbeiten einen Schadenersatz zahlen und zwei Vorarbeiter wurden suspendiert.
Im April 2016 wurde der Kauf der Fluggesellschaft Virgin America bekanntgegeben. Im Jahr 2018 wurde der Merger vollendet, wodurch die Marke Virgin America verschwand.
Im Oktober 2017 wurde Alaska Airlines die erste Fluggesellschaft, die einen Umbaufrachter auf Basis der Boeing 737-700 in Dienst stellte. Dafür sollen die Kombifrachter bis zum 18. Oktober ausgemustert werden.
Im Dezember 2023 wurde die geplante Übernahme der Hawaiian Airlines zu einem Preis von 1,9 Mrd. US-$ bekanntgegeben.
Am 18. September 2024 wurde die Übernahme von Hawaiian Airlines abgeschlossen. Hawaiian Airlines ist somit eine Tochtergesellschaft der Alaska Air Group.

## Flugziele
Das Streckennetz umfasst ca. 120 Städte in den USA, Kanada, Mexiko und Costa Rica. Früher wurde auch der russische Osten bedient. Das wichtigste Drehkreuz befindet sich am Seattle-Tacoma International Airport (SEA). Weitere Drehkreuze befinden sich an den Flughäfen in Portland, Los Angeles und Anchorage.

## Flotte

### Aktuelle Flotte
Mit Stand Mai 2025 besteht die Flotte der Alaska Airlines aus 325 Flugzeugen mit einem Durchschnittsalter von 9,1 Jahren:
| Flugzeugtyp        | Anzahl | bestellt | Anmerkungen                                                                 | Sitzplätze (First/Eco+/Eco) | Durchschnittsalter |
| ------------------ | ------ | -------- | --------------------------------------------------------------------------- | --------------------------- | ------------------ |
| Boeing 737-700     | 11     |          | mit Winglets ausgestattet                                                   | 124 (12/18/94)              | 24,9 Jahre         |
| Boeing 737-700BDSF | 03     |          | Frachtflugzeuge                                                             | 19.500 kg Nutzlast          | 24,9 Jahre         |
| Boeing 737-800     | 59     |          | 3 inaktiv; mit Winglets ausgestattet                                        | 159 (12/30/117)             | 17,1 Jahre         |
| Boeing 737-800BCF  | 02     |          | Frachtflugzeuge                                                             |                             | 17,1 Jahre         |
| Boeing 737-900     | 03     |          |                                                                             | 178 (16/24/138)             | 23,3 Jahre         |
| Boeing 737-900ER   | 79     |          | 7 inaktiv; mit Winglets ausgestattet                                        | 178 (16/24/138)             | 9,3 Jahre          |
| Boeing 737 MAX 8   | 05     | 65       | Auslieferung seit 12/2023                                                   | 159 (12/30/117)             | 1,1 Jahre          |
| Boeing 737 MAX 9   | 76     | 65       | 1 inaktiv;                                                                  | 178 (16/24/138)             | 2,8 Jahre          |
| Boeing 737 MAX 10  |        | 65       | Auslieferungen frühestens ab Ende 2025                                      | 189                         | -                  |
| Embraer 175        | 87     |          | einer inaktiv; 42 durch SkyWest Airlines und 44 durch Horizon Air betrieben | 76 (12/12/52)               | 6,1 Jahre          |
| Gesamt             | 325    | 65       |                                                                             |                             | 9,1 Jahre          |

Viele Flugzeuge von Alaska Airlines sind mit einem System zur Internetnutzung an Bord des Anbieters Gogo ausgestattet, wodurch auch während eines Fluges, zurzeit aber nur innerhalb der USA, das Surfen im Web gegen Gebühr möglich ist.

### Ehemalige Flugzeugtypen
In der Vergangenheit setzte Alaska Airlines folgende Flugzeugtypen ein:
- Airbus A319-100
- Airbus A320-200[18]
- Airbus A321neo
- Boeing 707
- Boeing 720
- Boeing 727-100, -200
- Boeing 737-200, -400
- Bombardier CRJ700
- Convair CV-240
- Convair CV-340
- Convair CV-880
- Convair CV-990
- Curtiss C-46 Commando

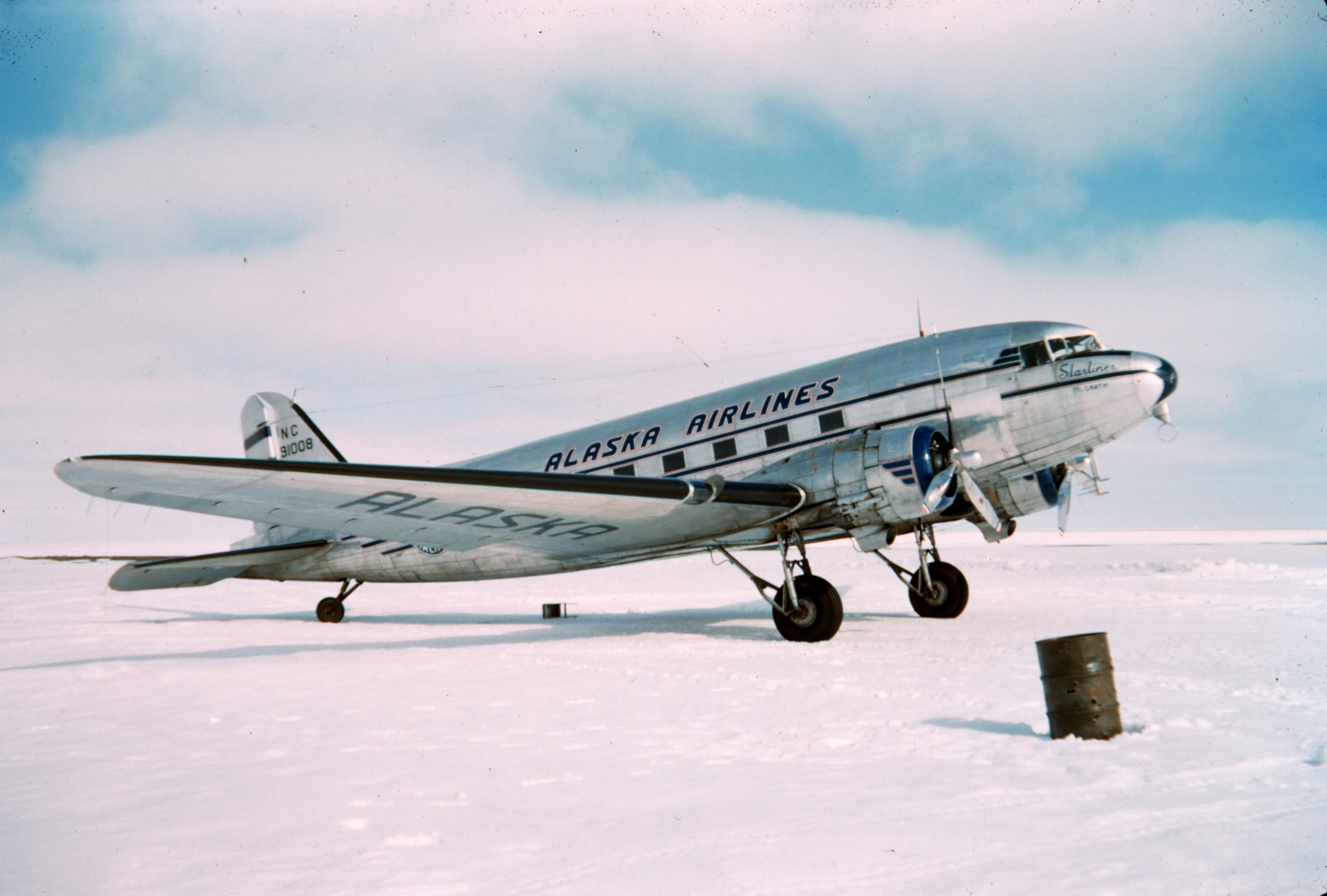
Douglas DC-3, 1949

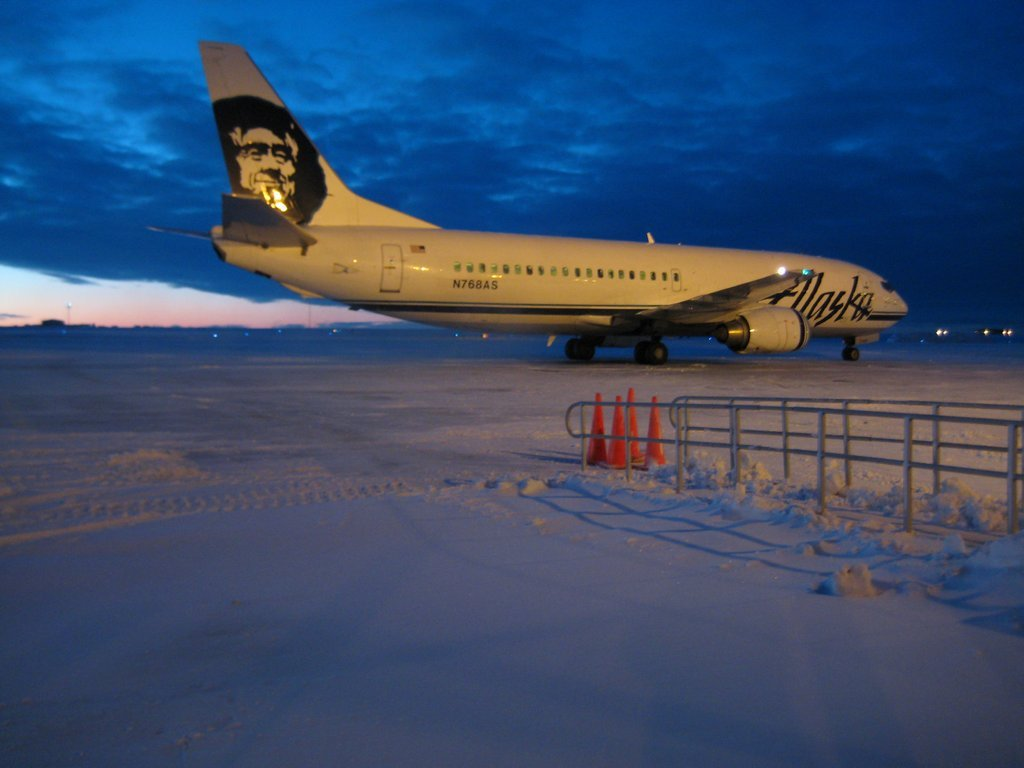
Boeing 737-400C am Flughafen Barrow

- De Havilland Canada DHC-6 Twin Otter
- De Havilland Canada DHC-8-100, -200, -400
- Dornier Do-328
- Douglas DC-3
- Douglas DC-4
- Douglas DC-6
- Lockheed Vega 5C
- Lockheed Model 10 Electra
- Lockheed L-1049 Super Constellation
- Lockheed L-1649A Starliner
- Lockheed L-100 Hercules
- McDonnell Douglas MD-82/83

## Zwischenfälle
- Am 30. November 1947 setzte eine Douglas DC-4/C-54A-1-DO der Alaska Airlines (Luftfahrzeugkennzeichen NC91009) bei der Landung auf dem Flughafen Seattle-Tacoma (US-Bundesstaat Washington) sehr spät und mit überhöhter Geschwindigkeit auf. Die Maschine überrollte das Landebahnende, geriet nach 70 Metern eine 7 Meter hohe Böschung hinunter, kreuzte unter Verlust der linken Tragfläche und des linken Hauptfahrwerks einen Graben und dann eine Straßenkreuzung, wobei sich das ausgetretene Flugbenzin entzündete und das Wrack in Flammen hüllte. Von den 28 Insassen wurden 8 getötet, ein Besatzungsmitglied und 7 Passagiere, sowie eine Person in einem Wagen auf der Kreuzung.[19]

- Am 2. März 1957 wurde eine Douglas DC-4/C-54B-20-DO der Alaska Airlines (N90449) 6 Kilometer westlich von Blyn (Washington, USA) in einer Höhe von etwa 300 Metern bei aufliegenden Wolken in Hügel geflogen. Trotz sehr schlechten Wetters waren die Piloten auf dem Flug von Fairbanks nach Seattle nach Sichtflugregeln geflogen. Bei diesem CFIT (Controlled flight into terrain) wurden alle 5 Insassen getötet, drei Besatzungsmitglieder und zwei Passagiere.[20]

- Am 22. Februar 1960 wurde eine Douglas DC-6/C-118A der Alaska Airlines (N11817) im Anflug auf die Elmendorf Air Force Base (Alaska, USA) so weit unter den Gleitpfad geflogen, dass sie 360 Meter vor der Landebahn aufschlug und irreparabel beschädigt wurde. Die Gründe waren zu niedrige Leistungseinstellung, zu weit ausgefahrene Landeklappen und eine exzessive Sinkgeschwindigkeit. All dies hatten der Erste Offizier und der Flugingenieur bemerkt, aber den Kapitän nicht darauf hingewiesen. Alle vier Besatzungsmitglieder, die einzigen Insassen auf dem Überführungsflug, überlebten diesen CFIT (Controlled flight into terrain).[21]

- Am 21. Juli 1961 wurde eine Douglas DC-6A der Alaska Airlines (N6118C) im Anflug auf die Shemya Air Force Base (Alaska, USA) 60 Meter vor der Landebahn in eine Böschung geflogen. Nach dem Aufprall brach ein Feuer aus, und der größte Teil des Wracks verbrannte. Als hauptsächliche Unfallursachen wurden festgestellt: Das Fehlen von Anflug- und Landebahnbefeuerung und das Versäumnis des GCA-Lotsen, den Piloten in den letzten Phasen des Anflugs mehr positive Hinweise zu geben. Bei diesem CFIT (Controlled flight into terrain) wurden alle 6 Besatzungsmitglieder getötet, die einzigen Insassen auf dem Frachtflug.[22]

- Am 17. April 1967 kam es zur Bauchlandung einer Lockheed L-1049H Super Constellation der Alaska Airlines (N7777C) auf dem Flughafen von Kotzebue (Alaska), bei der das Flugzeug irreparabel beschädigt wurde. Die Besatzung hatte vergessen, vor der Landung das Fahrwerk auszufahren. Alle 32 Insassen, 4 Besatzungsmitglieder und 28 Passagiere, überlebten.[23]

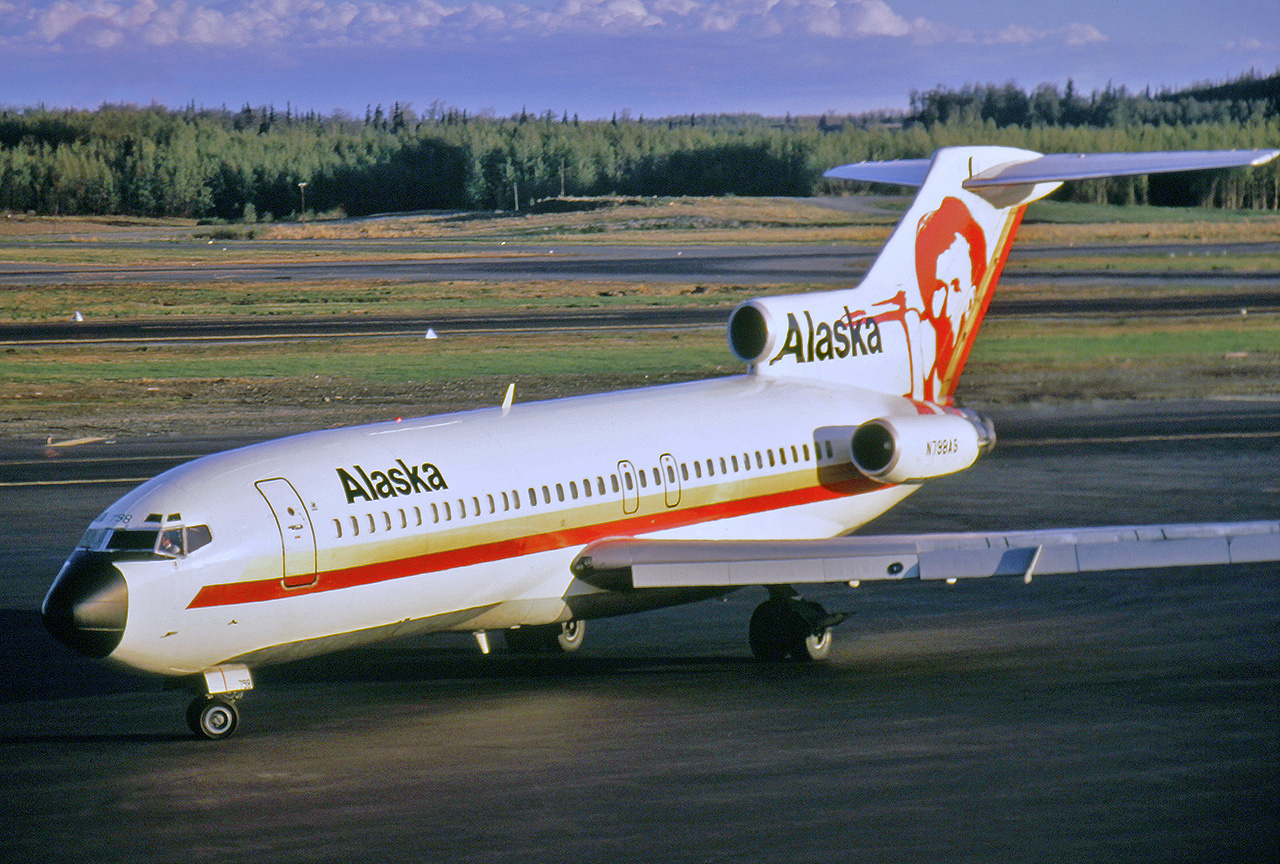
Boeing 727-100 der Alaska Airlines, baugleich mit den 1971 und 1976 verunglückten Maschinen

- Am 4. September 1971 flog eine Boeing 727-193 der Alaska Airlines (N2969G) im Anflug auf den Flughafen Juneau 35 km westlich davon in den Rand einer Schlucht, während ein starker Schneesturm herrschte. Alle 111 Insassen (7 Crew-Mitglieder und 104 Passagiere) kamen ums Leben. Die Besatzung hatte durch ein fehlerhaftes Navigationssignal, dessen Ursache nicht ermittelt werden konnte, den Sinkflug verfrüht eingeleitet (siehe auch Alaska-Airlines-Flug 1866).[24]

- Am 5. April 1976 verunglückte eine Boeing 727-81 der Alaska Airlines (N124AS) bei der Landung auf dem Flughafen Ketchikan. Nach dem Aufsetzen mit Rückenwind, überhöhter Geschwindigkeit und schlechter Bremswirkung entschied sich der Kapitän, durchzustarten. Der Umkehrschub ließ sich jedoch nicht vollständig deaktivieren, so dass keine volle Triebwerksleistung erreicht wurde. Daraufhin wurden die Störklappen erneut ausgefahren und der Durchstartversuch wieder abgebrochen. Das Flugzeug überrollte das Landebahnende um 210 Meter und wurde zerstört. Von den 57 Insassen kam ein Passagier ums Leben.[25]

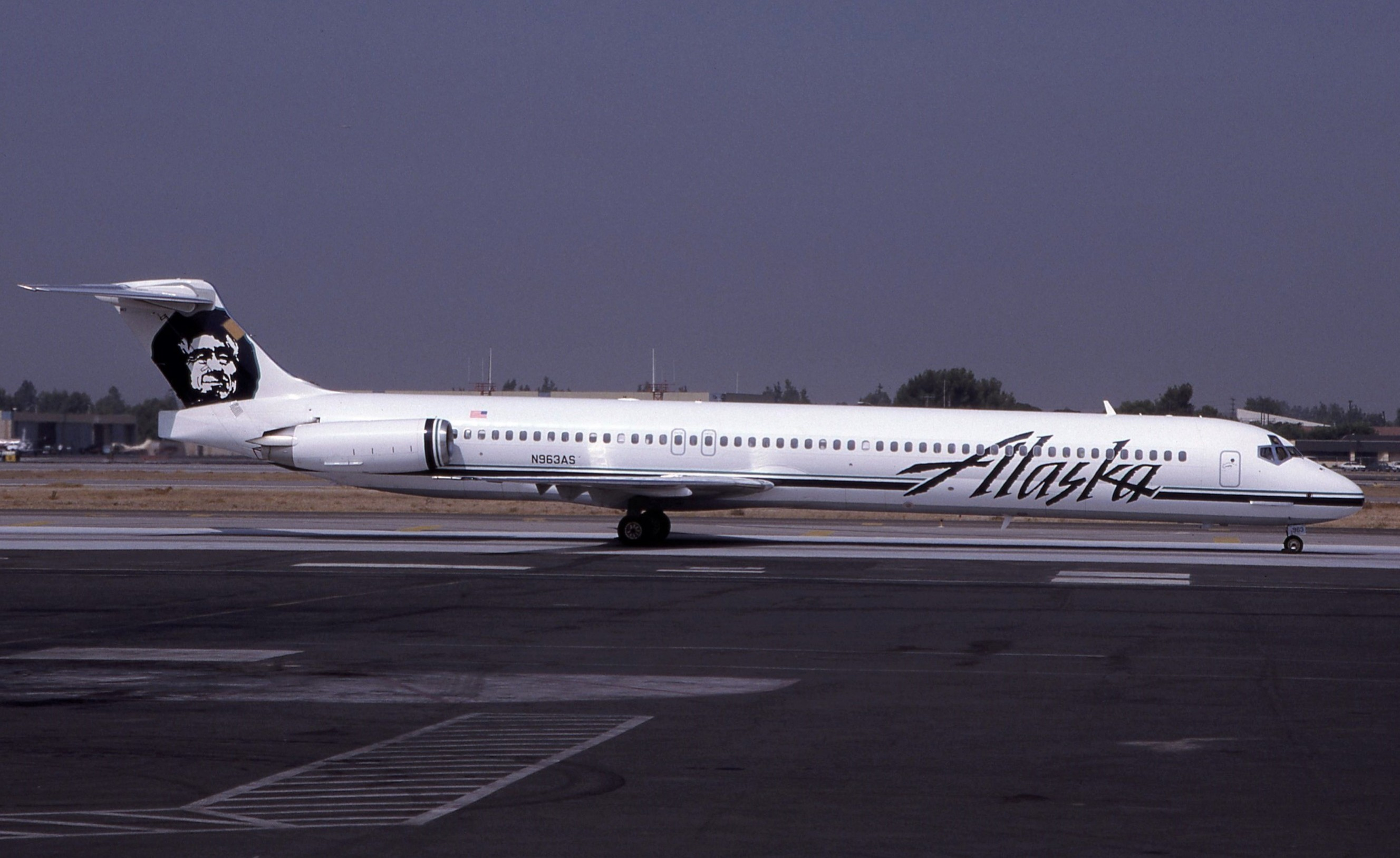
McDonnell Douglas MD-83 der Alaska Airlines verunglückt im Januar 2000

- Am 31. Januar 2000 stürzte eine McDonnell Douglas DC-9-83 (MD-83) der Alaska Airlines (N963AS) nahe Los Angeles, USA in den Pazifischen Ozean nahe Point Mugu bei Oxnard (Kalifornien). Die Maschine befand sich auf dem Flug vom mexikanischen Puerto Vallarta nach San Francisco. Ursache für den Absturz war der nicht korrekt festgestellte Verschleiß einer Schraubenmutter auf einer Gewindestange zur Verstellung des Höhenleitwerks, und veränderter, und damit mangelhafter Wartung. Zunächst war es für die Crew nur schwierig, die Höhe zu halten. Als die Gewindestange schließlich aus der Mutter rutschte, begann das Höhenleitwerk lose zu pendeln, wodurch die Piloten die Kontrolle über die Höhenruder und damit über das Flugzeug verloren. Alle 88 Personen an Bord starben. (Siehe auch Alaska-Airlines-Flug 261).[26][27]

- Am 10. August 2018 entwendete ein Abfertiger der Fluggesellschaft eine De Havilland DHC-8-400 der Horizon Air, einer Tochtergesellschaft der Alaska Airlines, vom Flughafen Seattle-Tacoma. Nach mehreren riskanten Flugmanövern stürzte die Propellermaschine, welche mittlerweile von zwei F-15 der US Air Force gegen das Meer hätte abgedrängt werden sollen, auf der Insel Ketron Island ab. Der Abfertiger starb; es befanden sich keine anderen Personen an Bord (siehe auch Entwendung und Absturz einer De Havilland DHC-8-400 der Horizon Air).[28]

- Am 22. Oktober 2023 versuchte ein außer Dienst im Cockpit des Regionaljets mitreisender Pilot auf dem Flug der Horizon Air von Everett, Bundesstaat Washington nach San Francisco, Kalifornien, die Triebwerke abzustellen. Joseph David E., 44 wurde von der Crew überwältigt, gefesselt und bei einer Zwischenlandung in Portland, Oregon verhaftet. Bei einer Anhörung vor Gericht am 24. Oktober gab er an, 40 Stunden nicht geschlafen, einen Nervenzusammenbruch erlitten und psychoaktive Pilze eingenommen zu haben (siehe auch Alaska-Airlines-Flug 2059).[29][30][31]

- Am 5. Januar 2024 kam es bei einer zwei Monate alten Boeing 737 MAX 9 (N704AL)[32] zu einem schlagartigen Druckabfall im Flugzeug, als sich kurz nach dem Abflug vom Portland International Airport auf dem Weg zum Ontario International Airport während des Steigfluges auf ca. 15.000 Fuß ein durch ein Kabinenpanel verschlossener Notausstieg von Rumpf löste. Das Flugzeug landete sicher wieder in Portland. Alaska Airlines ließ aufgrund dieses Vorfalls alle 737 MAX 9 am Boden und ordnete eine Überprüfung an. Es gab keine Toten (siehe auch Alaska-Airlines-Flug 1282).[33]

## Trivia
- Alaska Airlines verteilte bis zum Jahr 2012 traditionell mit dem Essen Gebetskarten.[34] Dies hat auch schon zu Reklamationen und einem kurzzeitigen Echo in den Medien geführt.
- Anfang September 2015 erwarb Alaska Airlines für zehn Jahre und 41 Mio. US-Dollar die Namensrechte am Football-Stadion der University of Washington in Seattle. Das Husky Stadium trägt fortan den Namen Alaska Airlines Field at Husky Stadium.[35]
- Das Seitenleitwerk der Airline zeigt das Bild eines Eskimos.[36]